# Phola Gangchhen
Phola Gangchhen är ett berg i Kina. Det ligger i den autonoma regionen Tibet, i den sydvästra delen av landet, omkring 540 kilometer väster om regionhuvudstaden Lhasa. Toppen på Phola Gangchhen är 7 703 meter över havet, eller 440 meter över den omgivande terrängen. Bredden vid basen är 1,4 km.
Runt Phola Gangchhen är det mycket glesbefolkat, med 2 invånare per kvadratkilometer. Det finns inga samhällen i närheten. Trakten runt Phola Gangchhen är permanent täckt av is och snö.
Genomsnittlig årsnederbörd är 1 276 millimeter. Den regnigaste månaden är juli, med i genomsnitt 240 mm nederbörd, och den torraste är november, med 13 mm nederbörd.